# Naturwald Auwälder an der mittleren Isar
Der Naturwald Auwälder an der mittleren Isar ist ein Naturwald im Naturraum Münchener Ebene mit Isar und Unteres Isartal, der sich über eine Fläche von etwa 2313 Hektar erstreckt. Das Schutzgebiet liegt in den niederbayerischen und oberbayerischen Landkreisen Erding, München, Freising und Landshut, zwischen den Städten Ismaning und Landshut. Ausgewiesen im Jahr 2020, zählt es zu den größten, zusammenhängenden und bedeutendsten Auwaldschutzgebieten Deutschlands.

## Geographische Lage
Das Schutzgebiet umfasst insgesamt fünf mittelgroße bis große Teilflächen. Die südlichste Teilfläche liegt nördlich der oberbayerischen Stadt Ismaning, zwei weitere Gebiete des Naturwaldes befinden sich in der näheren Umgebung von Freising. Weitere Teilflächen des Schutzgebietes liegen im Großraum zwischen Freising und Landshut. Der Naturwald liegt vollständig im FFH-Gebiet Isarauen von Unterföhring bis Landshut sowie im Vogelschutzgebiet Donauauen zwischen Lechmuendung und Ingolstadt. Durch das Schutzgebiet fließt die Isar.

## Schutzstatus und Geschichte
Abgesehen von notwendigen Maßnahmen des Waldschutzes und der Verkehrssicherung findet in Naturwaldreservaten und Naturwäldern keine Bewirtschaftung und keine Holzentnahme statt. Im Rahmen des Volksbegehrens „Artenvielfalt & Naturschönheit in Bayern“ 2019 kündigte die Bayerische Staatsregierung an, 10 % des Staatswaldes aus der Nutzung zu nehmen. Als Teil dieser Maßnahme wurde dieser Wald als Schutzgebiet ausgewiesen.

## Charakteristik
In diesem Naturwald finden sich verschiedene Waldlebensräume, darunter Auwälder mit Esche, Eiche, Ulme und Pappel, sowie Weide und Erle. Zusätzlich gibt es in diesem Schutzgebiet Quellwälder und typische Gewässerstrukturen in Auen, wie Altarme, kleine und kleinste Gewässer. Auch kleine Offenlandbiotope an besonderen Standorten wie Brennen oder Quellen sind hier anzutreffen. Diese vielfältigen Lebensräume bieten einer Reihe von einheimischen Arten mit Bezug zur Umgebung abwechslungsreiche Lebensbedingungen. Dazu gehören die Waldorchidee und der Frauenschuh, Biber, verschiedene Amphibienarten wie der Kammmolch und der Springfrosch, unterschiedliche Arten von Waldfledermäusen sowie Vögel wie der Grauspecht, der Wespenbussard, die Turteltaube, der Pirol, der Kleinspecht, der Mittelspecht und der Halsbandschnäpper. Der mittlere Abschnitt der Naturwälder zwischen Garching und Moosburg spielt eine wichtige Rolle als Lebensraum für die Rotwildpopulation in der Region. Dieses Gebiet ist das einzige Rotwildgebiet zwischen Donau und Alpen und beherbergt etwa 300 Hirsche, Hirschkühe und Kälber. Diese Tiere bewohnen die Waldflächen entlang des Flusses und tragen zur natürlichen Entwicklung der Isar-Region von den Alpen bis zur Donau bei, indem sie sowohl die Vielfalt der Arten als auch die Wandermöglichkeiten für Flora und Fauna stärken.

## Naturwaldreservate und Naturschutzgebiete
Teil des Naturwaldes Auwälder an der mittleren Isar ist das 19,2 Hektar große Naturwaldreservat „Isaraue“. Dieses befindet sich im Mündungsbereich der Dorfen zwischen dem Isardamm und dem natürlichen Unterlauf der Dorfen. Das Reservat besteht hauptsächlich aus Esche, Silberweide, Schwarzpappel und einem kleinen Bereich mit Fichten. In der Unter- und Zwischenschicht finden sich viele Grau-Erlen, Traubenkirschen und gelegentliche Silberweiden. Zusammen mit einer vielfältigen Strauchschicht, die Liguster, Hartriegel, Kreuzdorn, Weißdorn, Gemeinen Schneeball, Holunder und einige seltener vorkommende Arten umfasst, ergibt sich ein Bild eines dichten Waldes. Entlang des Uferstreifens der Dorfen und in den teils ständig wasserführenden Auenflächen herrscht eine üppige Vegetation vor, die hauptsächlich aus Rohrglanzgras, Schilf, Brennnesseln, Wasserschwaden und Rohrkolben besteht. Ebenfalls Teil des Großschutzgebiets sind die Naturschutzgebiete „Isarauen zwischen Hangenham und Moosburg“ und „Vogelfreistätte Mittlere Isarstauseen“.